# イーグル・ナオキ
イーグル直樹（イーグルなおき、1967年9月6日 - ）は、日本のプロレスのレフェリー。身長170cm。体重60kg。埼玉県浦和市（現：さいたま市）出身。本名は非公開。

## 経歴
1999年、イーグルプロレスに入団。
2002年、イーグルを退団。
2003年9月5日、小山市文化センター小ホールのタイガマン対スモウマン戦でデビュー。その後、フリーとしてKAIENTAI DOJOで活動していた。

## テレビ出演
- プロレスKING（GAORA）